# Kim Weaver
Dr. Kimberly A. Weaver (nacida el 19 de abril de 1964 en Morgantown, Virginia Occidental) es una astrofísica, astrónoma y profesora universitaria estadounidense. Ha trabajado con la NASA en varios proyectos de investigación. A menudo aparece en programas de televisión sobre astronomía. Es una experta en el área de astronomía de rayos-x.

## Primeros años y educación
Cuando tenía cinco años, estaba impresionada por las fotos de planetas y galaxias, así como por la antena parabólica de 300 pies del Observatorio Nacional de Radio Astronomía en Green Bank, Virginia Occidental. También acredita la misión lunar del Apollo 11 como la inspiración para convertirse en científica de carrera de la NASA.
Asistió a la Universidad de Virginia Occidental y obtuvo su Grado en Física en 1987. Luego se matriculó en la Universidad de Maryland en 1988, donde comenzó a trabajar como estudiante interna en el Centro de vuelo espacial Goddard de la NASA en Greenbelt, Maryland. Kim obtuvo en la Universidad de Maryland en 1990 un Máster en Astronomía. Fue aceptada a la Universidad de Maryland at College Park y consiguió en 1993 un Doctorado en astronomía. Su tesis doctoral fue en espectros complejos de rayos X de banda ancha de Seyfert Galaxies. Weaver pasó dos años más como investigadora posdoctoral asociada en la Universidad Estatal de Pensilvania, y otros dos años como científica investigadora asociada en la Universidad Johns Hopkins. En 1998, regresó a Goddard.

## Carrera
En el Laboratorio para Astrofísica de Alta Energía de Goddard, Weaver era una científica funcionaria, centrándose en la astronomía de rayos X, particularmente en el proyecto satélite Constelación X, el cual es parte del programa de la NASA "Beyond Einstein", como la Científica Adjunta del Proyecto. Durante su ocupación en Goddard, también trabajó extensivamente con el telescopio Chandra de rayos X donde se hicieron muchas observaciones importantes con respecto a las galaxias con brote estelar, agujeros negros y otros fenómentos astronómicos. Además de Chandra, Weaver ha trabajado con otros telescopios de rayos X tales como la XXM-Newton, RXTE, y la BeppoSAX, satélites. En 2005, estaba en una misión especial en el Instituto de Tecnología de California como la Científica del Programa Spitzer para la NASA.  Weaver trabaja ahora en el Centro de Vuelo Espacial Goddard de la NASA en Greenbelt, Maryland, como astrofísica en el laboratorio de astrofísica de rayos X. Weave actualmente, además de trabajar con la NASA, es Profesora adjunta en la Universidad Johns Hopkins en Baltimore, Maryland.
Las áreas de investigación de Weaver incluyen la astronomía general de rayos X, núcleos galácticos activos, galaxias estelares y formación de agujeros negros. Está involucrada en muchos grupos profesionales y organizaciones, incluyendo: el Comité Ejecutivo de la División de Astrofísica de Alta Energía y el Comité para el Estatus de las Mujeres en la Astronomía de la Sociedad Astronómica Estadounidense; la Unión Astronómica Internacional; la Sociedad Física Estadounidense; y la Asociación de Bienestar de los Empleados Goddard.

## Premios
Weaver ha recibido muchos premios, incluyendo:
- 2011, Exalumna Distinguida de la Universidad de Virginia Occidental
- 2009, Premio al Logro Excepcional en Alcance Robert H. Goddard
- 2009, Premio Exalumna Distinguida, Departamento de Astronomía de la Universidad de Maryland
- 2007, Premio Reconocimiento Exalumno de la Universidad de Virginia Occidental
- 1996, Premio Presidencial Carrera Temprana, NASA
- 1991-1993, Beca Estudiante Graduada Investigadora de la NASA
- 1992, Premio Pares de la NASA

## Publicaciones
Weaver ha sido publicada en más de 60 revistas científicas, incluyendo:
- "Sobre la evidencia de efectos de gravedad extrema en MCG-6-30-15", Weaver,K.A., y Yaqoob, T. 1998, ApJ, 502, L139
- "Una minisurvey de rayos X de las galaxias cercanas Edge-On Starburst. II. La cuestión de la abundancia de metal.", Weaver, K.A., Heckman, T.M., Dahlem, M. 2000 ApJ 534, 684

También es la autora del libro, The Violent Universe: Joyrides Through the X-Ray Cosmos, publicado por Johns Hopkins University Press.

## Vida personal
Weaver disfruta de la música, el arte, y el canto. También le gusta el teatro comunitario, donde participa interpretando, dirigiendo y diseñando los decorados. Le gusta especialmente interpretar la parte de Elvira en Un espíritu burlón de Noël Coward. Mientras estaba en la universidad, fue miembro de la banda de música WVU y en 1986 fue elegida Miss Mountaineer. Weaver tiene un interés particular en involucrar a los niños en la astronomía. Sus padres, Kenna y Patricia Weaver, aún residen en Morgantown, Virginia Occidental.